# Сумпанго-де-Окампо
Сумпанго-де-Окампо (исп. Zumpango de Ocampo) — муниципалитет в Мексике, входит в штат Мехико. Население — 432 017 человек (на 2000 год).